# 1450
Năm 1450 là một năm thường bắt đầu vào ngày Thứ Năm trong lịch Julius.

## Sự kiện
- 3 tháng 11 - Đại học Barcelona được thành lập.
- Thời kỳ Khám phá bắt đầu.